# Daniel Milhaud
Pour les articles homonymes, voir Milhaud.
 (janvier 2023).
Il peut être nécessaire de l'améliorer pour respecter le principe de neutralité de point de vue. Veuillez consulter la page de discussion pour plus de détails.

 (octobre 2022).
Daniel Milhaud, né le 9 février 1930 à Paris et mort le 5 octobre 2014 à Pietrasanta (Italie), est un dessinateur professionnel français. Il est connu principalement pour ses expositions artistiques en Italie et en France. Il a gagné plusieurs prix, dont le prix Vinci en Italie en 1958 et le prix de peinture de la ville de Salzbourg en 1959.

## Biographie

### Jeunesse
Daniel Milhaud naît le 9 février 1930 à Paris. Fils du compositeur Darius Milhaud et de sa femme Madeleine, comédienne, il bénéficie du bouillonnement artistique qui baigne dans leur appartement du boulevard de Clichy, à Pigalle où ils accueillent leurs amis musiciens Georges Auric, Arthur Honegger, Germaine Tailleferre, mais aussi les écrivains et poètes Francis Jammes, Paul Claudel, Jean Cocteau, Robert Desnos et des artistes comme Fernand Léger, André Masson, Raoul Dufy et Jean Hugo.

### L'exil (1940)
En 1940 la menace nazie oblige la famille Milhaud à s'exiler aux États-Unis. Daniel Milhaud, qui a dix ans, grandit au Mills College près d'Oakland en Californie où son père enseigne la composition musicale. Très vite il suit des cours du soir de dessin puis, à seize ans, part à New-York travailler dans l'atelier de l'artiste italien Corrado Cagli avec son ami Fabio Rieti tout en étudiant à l’Art Student League.
Il réalise ses premières œuvres, monotypes d’un dessin linéaire et rythmé, dont les figures témoignent d’une inspiration onirique et surréaliste.

### Le retour en Europe (1948)
Il fréquente l'académie de la Grande Chaumière, l'atelier de Fernand Léger, d’André Lhote. Il voyage en Italie et, en 1949 séjourne à Rome où il rencontre le sculpteur Pietro Cascella. Il découvre Alberto Burri et Giorgio Morandi. Il fréquente beaucoup d’artistes qu'il retrouve souvent à la célèbre Trattoria Romana des frères Menghi.
Mais c’est sa rencontre avec Oskar Kokoschka dont il va suivre les cours d'été à Salzbourg qui va être décisive. Cette expérience sera à l'origine de la véhémence de son trait, de la force expressive de sa peinture et de son dessin, et de la place importante de la couleur dans son œuvre.
En 1955, il épouse Nicole Marxon avec laquelle il aura deux enfants, David en 1958 et Solange en 1963.
En 1957 il s’installe un an en Suisse, dans le Valais, pour travailler, puis part pour Florence où il vivra 6 ans tout en voyageant en Europe.
En 1958 Il gagne le prix Vinci en Italie puis en 1959 le prix de peinture de la ville de Salzbourg.
A Milan, il se lit d’amitié avec Jacques Lecoq, maitre de Mime au Piccolo Teatro, qui restera son ami tout au long de sa vie.
Le mouvement du corps et son dessin dans l'espace, qui est l’essence du mime, furent décisifs pour son œuvre.
Il expose dans de nombreux salons à Paris dont la Jeune Peinture, ainsi qu'en Suisse et en Italie et aux États-Unis. Sa proximité avec le Parti Communiste et la gauche américaine lui fera perdre sa greencard.
Dès 1965 il abandonne la toile et l’huile choisissant d’autres supports intégrant des collages et des assemblages à sa peinture la faisant sortir du cadre.
Ses peintures et ses dessins instituant un équilibre instable entre l'envol et la chute, le léger et le lourd, un va et vient entre le jeu de la ligne et le surgissement de la figure, la production de la forme ou l'émergence du personnage.
En 1966, il retourne en France et retrouve son atelier au Bateau-Lavoir.
En 1967, la Crane Kalman Gallery à Londres présente un ensemble de tableaux noirs sur bois peint qui intègrent le collage comme méthode, associant des matériaux composites ainsi que des éléments en volume.
En mai 1968 il imprime une série d’affiches en sérigraphie dans son atelier, éditée par Tchou et préfacée par Jean Cassou.
Cette même année, il rencontre Nadine Poulain, qu’il épousera en 1980 et dont il aura deux enfants, Anaïs et Mathias en 1981, qui sera sa collaboratrice privilégiée et l’assistera dans son travail jusqu’à la fin de sa vie.
En 1970 un incendie ravage son atelier et détruit la totalité de son œuvre. Relogé temporairement à la Cité des Arts, il dit « avoir eu le sentiment de perdre son ombre ». Mais surmontant cette tragédie il se tourne vers le théâtre, réalisant masques, décors et affiches, pour les spectacles d'Avron-Evrard, Philippe Gaulier, Pierre Byland (Les Assiettes) ou Armel Marin.
Il retrouve en 1972 un atelier rue Sainte Croix de la Bretonnerie, dans le Marais, devenant ami avec la photographe Sylva Villerot qui documentera son travail jusqu’à sa mort.
Passionné de tauromachie, il voyage en Espagne et produit une série de collages. Ils seront exposés, en 1975, au Musée Réattu d'Arles, accompagnés d'une publication préfacée par Pierre Cabanne.
En 1979 il acquiert un atelier , rue de la Villette à Belleville et commence une série de sculptures en métal mettant en scène des personnages en équilibre fragile, dessinant des mouvements dans l’espace. Cet usage du métal lui permet de découvrir et d'expérimenter de nouvelles possibilités formelles. La même année, Jacques Guyot, futur directeur du Magasin à Grenoble, et responsable pour les arts plastiques du Centre Culturel de Villeparisis l’invite pour une importante exposition. La critique d’art Anne Tronche écrit la préface du catalogue.
Situations en suspens, équilibre fragile entre chute et envol sont les caractéristiques de ses sculptures des années 1980 qu’il montre une première fois à l’exposition « Chez soi, quant à soi » au Centre national d'art contemporain rue Berryer à Paris.
Dans les années 1980, à l'occasion des expositions de la Jeune Sculpture il noue des liens durables avec les artistes Christine O'Loughlin, Daniel Nadaud et Vladimír Škoda.
En 1982, Otto Teichert et Philippe Cyroulnik, après avoir découvert son travail l’inviteront à l’exposition « Singulier/Pluriel » aux côtés de Mark Brusse, Claude Gilli et Daniel Nadaud au Centre Culturel de Brétigny sur Orge. Le critique d'art Philippe Cyroulnik va dès lors accompagner son œuvre de textes et d'expositions à travers une relation amicale jusqu'à sa disparition.
En 1983, à l’initiative de son ami le peintre Jean Zuber il entame une collaboration avec la Galerie Carzaiga-Uecker à Bâle. L’auteur du catalogue est l’écrivain et journaliste Maurice Pianzola, conservateur du Musée d'Art et d'Histoire de Genève.
Il aura en 1986 une seconde exposition à la galerie (publication préfacée par Philippe Cyroulnik). Cette collaboration durera jusqu'en 1992.
Entre 1987 et 1988 il enseigne la sculpture à la Parsons School of Design, à Paris.

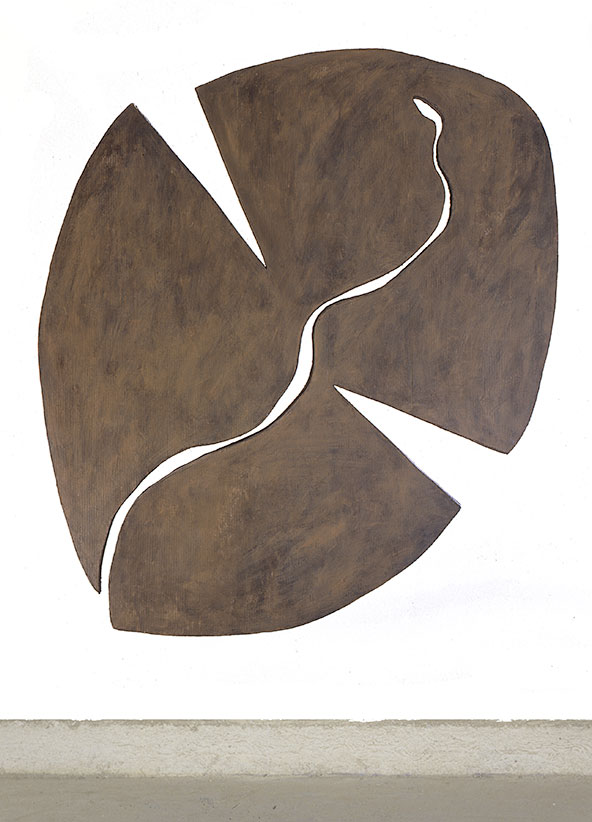
Disque Du Lever 185x185cm Bois Carton Arcylic Galerie Zem Spertcht

Le choc que produit en lui sa découverte des mégalithes de Carnac le met face à l’évidence de ce qui lui semble être l’essence même de la sculpture et le pousse à expérimenter ce matériau qu'est la pierre, dont il privilégie un usage brut en mettant à profit sa couleur.

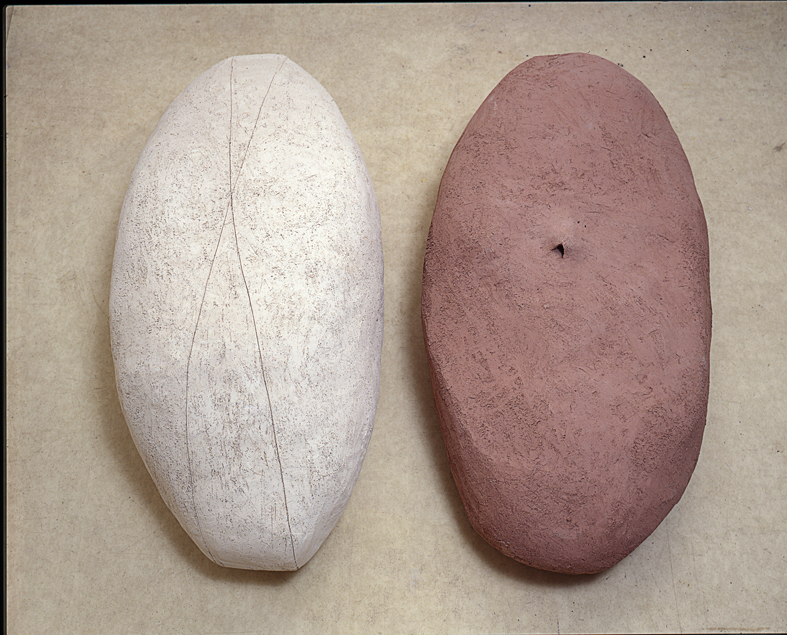
Sculpture - Les DeuxTerres1989

La série de sculptures en pierre, réalisées avec la collaboration du sculpteur Massimo Pellegrinetti qui restera son ami jusqu’à sa disparition, qui en résultera sera montré en 1990 par Chantal Cusin-Berche au Centre d’Art de Corbeil-Essonnes. A cette occasion paraîtra aux Éditions Belfond la première monographie consacrée à l’artiste. L’écrivain et critique d'art Frédéric Valabrègue que lui avait présenté Daniel Nadaud, en écrira le texte.
En 1992 il installe trois sculptures monumentales « Trois elles sont trois » dans la ville de Bobigny. Suivra en 1993 la commande d’une Fontaine par la Ville de Paris, place des Grès dans le 20e arrondissement.

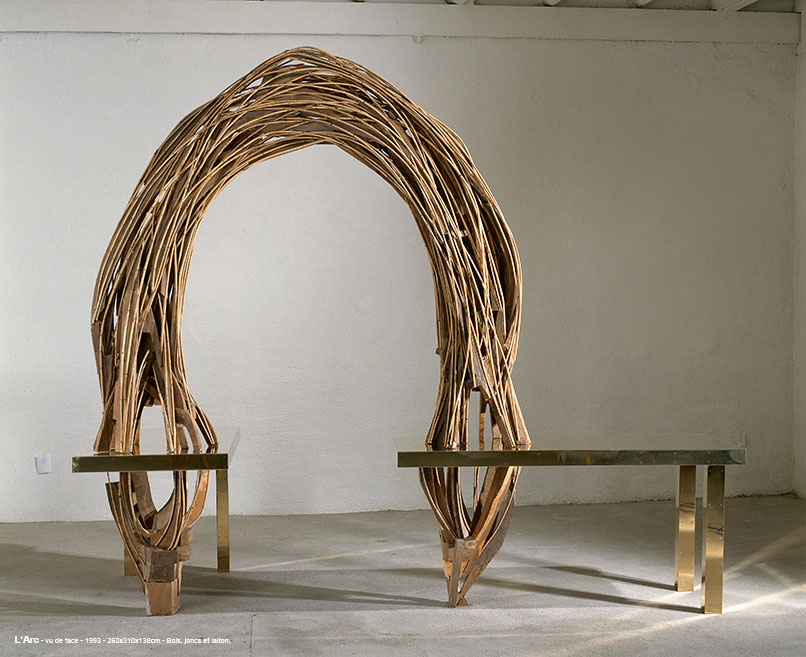
L'Arc 1993 260x310x138cm.-bois-jonc-et-laiton

En 1993, il réalise une œuvre majeure « L'Arc », associant densité et légèreté, arabesques et formes construites. Il utilisera un matériau nouveau, le jonc, dont il va mettre à profit les qualités plastiques.
Dès 1995, il collabore avec la galerie Satellite à Paris.
En 1996, il aménage un atelier, dans un ancien bâtiment industriel à Pietrasanta en Italie, ce qui va lui faire connaître une seconde vie italienne.
C'est en 1998, à l'occasion d'une exposition qui y a lieu qu'apparaissent les premiers néons, « I Love You » et « Idéogramme » ; l'artiste et critique Arnaud Labelle-Rojoux en rendra compte dans le catalogue. C'est aussi l'année où il va entamer une collaboration avec Roger Bouvet de la Galerie Esca à Milhaud à l'occasion de l’exposition Volumes de peintre avec Michel Duport et Jan Voss.
En 1997 s’ouvre une nouvelle période avec une série de sculptures en papier mâché dont il recouvre toute la surface des pages du journal publicitaire Paris Boum Boum repeintes, ce qui lui permet de retrouver la légèreté du dessin dans l’espace de ses premières sculptures.

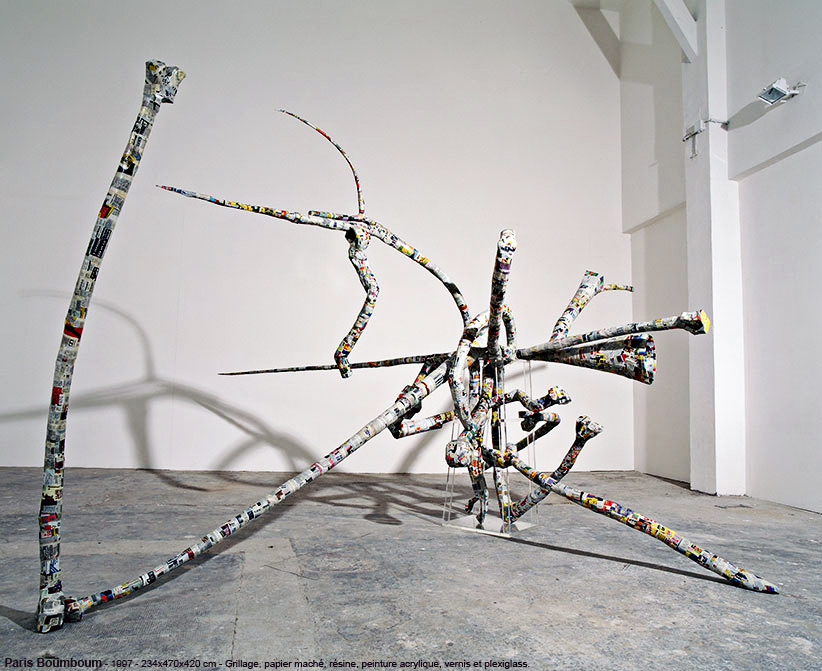
"Paris Boum boum"1997 234x470x420cm.- grillage,-papier-mâché,-résine,-peinture,-vernis-et-plexiglas

En 1999, à l'invitation de Patrick Depin, directeur de la collection Duo-Editions Maeght, il réalise avec Gilbert Lascaux « La voyageuse ». Présentation exposition à la Galerie Adrien Maeght à Paris.
En 2000, il participe à une importante exposition de sculptures dans la ville de La Spezia en Italie et à une exposition de dessins, organisée par l'artiste François Bouillon, à l'Institut Français d'Addis Abeba, en Éthiopie.
En 2001, il participe à l'exposition Della pietra lavorata, au Castel San Niccolò à Arrezzo. En 2002 son exposition «Mot à Mot», à la galerie ESCA à Nîmes présente un ensemble important de sculptures utilisant les mots et le néon.
En 2003, il présente ses dessins à la Bobbie Greenfield Gallery à Santa Monica, en Californie.
Un nouveau cycle apparaît avec une série d’autoportraits et de sculptures utilisant néons, bois, métal, mots et lettres.
En 2009, ils feront l’objet d’une importante exposition rétrospective au 19, Centre régional d’art contemporain de Montbéliard. Elle sera l’occasion d’une nouvelle monographie de référence avec les contributions de Philippe Cyroulnik et Frédéric Valabrègue. Cette exposition sera montrée ensuite en Italie à Pietrasanta, sous le titre « Altamente infiammabile ».
À partir de 2010 commence son dernier cycle, se renouvelant sans cesse . Une quarantaine de peintures sur plexiglas, suspendues et détachées du mur, où l’ombre portée, parfois colorée, fait partie intégrante de l’œuvre. Cette même année voit la réalisation d'un documentaire sur son œuvre par le réalisateur Pierre Stoeber, production aaa.
En 2011, il expose ses dessins de la série « Les Têtes », au festival d’Ossiach en Autriche. C’est dans cette période de sa vie qu'il noue une collaboration étroite avec la Galleria Peccolo, de Livourne, qui lui organise une exposition personnelle en 2012 avec un catalogue préfacé par Yan Ciret, puis édite un livre dans sa collection « Memorie d’artista ». Son dernier projet éditorial, autour de ses dessins du « Carnaval érotique» , initié avec Roberto Peccolo, sera concrétisé après sa mort et accompagné d'un texte du critique et historien d'art Bruno Cora.

### Mort

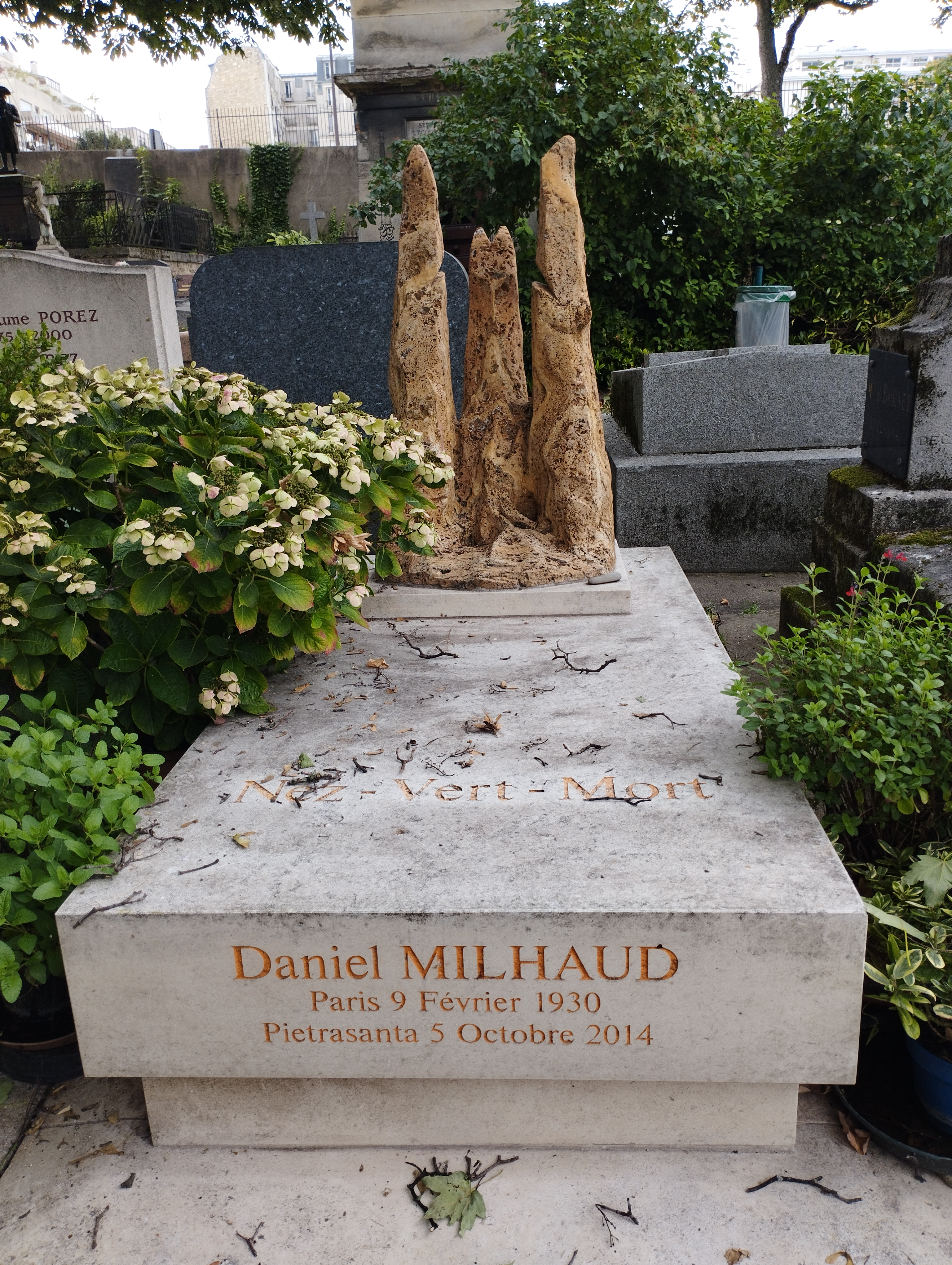
Tombe de Daniel Milhaud au cimetière de Charonne.

Daniel Milhaud meurt le 5 octobre 2014 à Pietrasanta, dans son atelier. Il est enterré au cimetière de Charonne à Paris, où une de ses sculptures « La Montagne » (1988) veille sur sa tombe.

## Collections

### Collections Publiques
- Centre National d'art contemporain
- Collection départementale de la Seine Saint Denis

### Expositions personnelles
- 1980 : Centre Culturel, Villeparisis
- 1983 : CAC Corbeille Essonne
- 1986 : galerie Zem Specht, Bâle, suisse
- 2009 : Le 19, Centre régional d'art contemporain, Montbéliard
- 2009 : Chiostro di Agostino, Pietrasenta, Italie
- 2012 : Galleria Peccolo, Livourno, Italie
- 2016 : Citta de Carrare, Italie

### Expositions collectives
- 1981 : Sculpture sur métal, Musée de Belfort
- 1983 : Chez soi, quant à soi, Centre National des Arts Plastiques, Paris
- 1983 : Les oiseaux, musée Granet, Aix en Provence
- 1987 : De l'art, Musée de l'APHP, Paris, 1991 ; Galerie der Stadt, Tuttlingen, Allemagne
- 1999 : Galerie Maeght, Paris
- 2011 : Le 19, Centre régional d'art contemporain, Montbéliard
- 2015 : Galerie Adrien Maeght, Paris
- 2016 : Meccaniche della meravaglia, Brescia, Italie

### Ouvrages
- Bruno Cora, Yan Ciret Carnaval érotique, édition Peccolo, Livourne, italie, 2014
- Yan Ciret, l'infini lumineux, édition Peccolo, Livourne, italie, 2012
- Philippe Cyroulnik, La planète Milhaud, édition Le 19, Crac, Montbéliard, 2014
- Frédéric Valabrègue, Vice et versa, édition Le 19, Crac, Montbéliard, 2014
- Frédéric Valabrègue, Daniel Milhaud, éditions Belfond, 2005
- Anne Tronche, l'équilibre somnambule, publication Centre Culturel, Villeparisis, 1979
- Jean Cassou, Daniel Milhaud sérigraphies, éditions Tchou, 1968

### Articles
- Maïten Bouïsset (le Matin), Anne Tronche (Beaux Arts Magazine), Jean-luc Chalumeau, Patricia Brignone (Opus International)

### Vidéo
- Hors-Cadre-Daniel Milhaud, réalisateur, Pierre Stœber, aaa prod.